# Crise separatista de Comores
Crise separatista de Comores inicia em 1997 quando as ilhas de Anjouan e Mohéli declaram a independência da República Federal Islâmica das Comores, formada pelas referidas ilhas além da Grande Comore, a maior das ilhas. As tropas da ilha de Grande Comore intervêm em Anjouan para tentar impedir sua secessão, mas falham. O conflito continua até 2001 quando, após os Acordos de Fomboni, os comorenses aprovam uma nova constituição que manterá as três ilhas como um país, mas concederá a cada uma maior autonomia. 

## Histórico
A primeira declaração de independência ocorre em Anjouan em 3 de agosto de 1997, Mohéli a segue em 11 de agosto de 1997. Em Mohéli, Said Mohamed Saifou se torna presidente e Soidri Ahmed primeiro-ministro. Em Anjouan, Abdallah Ibrahim é eleito presidente com Said Abeid Abdérémane sendo coordenador nacional. Esta tentativa de secessão leva a um embargo liderado pela Organização da Unidade Africana (OUA). 
No processo, as duas ilhas também exigem a sua união política com a França, com a bandeira tricolor francesa sendo hasteada e La Marseillaise sendo cantada.
A França, através de Jacques Chirac, não leva em consideração esta reivindicação. Uma explicação é que a França não queria arrefecer suas relações com as Comores ou com a Organização da Unidade Africana.
O poder central procura então recuperar a sua autoridade pela força em 4 de setembro de 1997, mas falha, militar e politicamente. Enquanto, sob os auspícios da OUA, Moheli novamente aceita a autoridade de Moroni, Anjouan ainda se recusa. Quando o presidente da República Federal Islâmica das Comores, Mohamed Taki Abdoulkarim, morre em 6 de novembro de 1998, a federação permanece num vácuo constitucional impróprio para qualquer reconciliação.
Anjouan acaba aceitando, sob a coação, negociar em Antananarivo, mas os líderes de Anjouan recusam os acordos em 23 de abril de 1999.  Abdallah Ibrahim, renuncia transferindo o poder para Abeid, o coordenador nacional.
O coronel Azali Assoumani executa um golpe de Estado em abril de 1999 e toma o poder numa ação amplamente criticada pela comunidade internacional. Particularmente sob os auspícios da União Africana e do presidente sul-africano Thabo Mbeki, renova-se o diálogo com o independentista Mohamed Bacar. O coronel Azali tentou em vão aplicar os acordos de Antananarivo, mas as autoridades de Anjouan ainda se recusam. Os habitantes de Anjouan também rejeitam massivamente a unidade em uma consulta organizada em 23 de janeiro de 2000, preferindo um Estado independente, e os rebeldes continuam a controlar a ilha.  A União Africana, que se opunha  a quaisquer modificações de fronteira, promulga como sanção um embargo sobre combustíveis, alimentos, comunicações marítimas e aéreas, bem como sobre telecomunicações a partir de 21 de março de 2000 e por um período indefinido. O embargo torna a vida muito difícil para os habitantes de Anjouan que então emigram em grande número para Mayotte. Em 24 de agosto de 2000, o coronel Azali e o tenente-coronel Saïd Abeid Abdéramane, como líder de Anjouan, apresentam os princípios de um novo acordo, a "Declaração de Fomboni". Este acordo não satisfaz a União Africana, que se opõe ao desaparecimento do antigo estado e mantêm as sanções contra Anjouan. 
Em 9 de agosto de 2001, Abeid é destituído por um golpe da gendarmeria em favor de Bacar. Bacar inicia então um longo processo político de reconciliação com Azali Assoumani, para criar uma nova entidade, a União das Comores, onde as ilhas desfrutariam de uma maior autonomia. 
Em 2002, Mohéli ratificou o tratado da nova constituição da União das Comores, que cede maior autonomia às ilhas. A situação permaneceria bloqueada, especialmente porque o poder em Anjouan não era estável.